# Christian Simard
Pour l’article homonyme, voir Simard.
Christian Simard (né le 22 décembre 1954) est un conseiller politique, coordinateur de projet et homme politique du Québec. Il a été directeur général de Nature Québec.

## Biographie
Né à Chicoutimi, aujourd'hui ville de Saguenay, dans la région du Saguenay–Lac-Saint-Jean, il devint député du Bloc québécois dans la circonscription fédérale de Beauport en 2004 en défaisant l'ancien député libéral de Louis-Hébert, Dennis Dawson. Tentant une réélection dans Beauport—Limoilou en 2006, il fut défait par la conservatrice Sylvie Boucher.
Durant son passage à la Chambre des communes, il fut porte-parole du Bloc québécois en matière de logement durant toute la durée de son mandat. 
Son frère, Sylvain Simard, fut un ministre québécois et député provincial de Richelieu.